# 葉詠詩
葉 詠詩（よう えいし、広東語読み：イップ・ウィンシー（ラテン文字表記：Yip Wing-sie）、1960年 - ）は、中華人民共和国の女性指揮者。

## 経歴
音楽家の葉恵康の子として生まれる。4歳のときにピアノ、8歳で合唱、10歳でヴァイオリンを習い、その後父に音楽理論を教授される。1978年に香港皇家賽馬会音楽基金奨学金を得てイギリスの王立音楽大学に留学、ピアノ、ヴァイオリン、音楽理論、管弦楽活動など修める。1983年にアメリカ合衆国に渡りインディアナ大学でヴァイオリン、指揮を専攻し、修士課程を修める。
2002年より香港小交響楽団音楽総監督を務めている。